# Sheyla Rojas
Sheyla Guisela Rojas Rivadeneira (Chiclayo, 26 de agosto de 1987) es una personalidad de televisión y modelo peruana radicada en México. Se ha destacado por haber conducido el magacín semanal peruano Estás en todas y competir en los programas de telerrealidad Esto es guerra y Combate.

## Biografía

### Primeros años
Sheyla Guisela Rojas Rivadeneira nació el 26 de agosto de 1987 en Chiclayo, capital del departamento de Lambayeque, proveniente de una familia de clase media. Realizó sus estudios escolares en el Colegio Nuestra Señora del Rosario. En sus primeros años, formó parte de la selección de voleibol de su centro educativo, donde fue la capitana del equipo por un breve tiempo.
Cumpliendo casi la mayoría de edad, Rojas comienza a estudiar la carrera de administración de empresas, la cual no pudo terminarla.[cita requerida] Seguidamente, realizó el oficio de vendedora de zapatillas en una tienda de la marca deportiva Adidas de su ciudad por un breve tiempo.
Años más tarde, Rojas se muda a la capital peruana Lima, donde trabajó como anfritriona de eventos y emprendería una carrera televisiva a inicios de los 2010s.

### Carrera televisiva
Rojas inicia su etapa en la televisión a la edad de los 23 años en 2011, haciendo su debut con el reality show de competencia física Combate desempeñándose en el rol de competidora, permaneciendo por algunas temporadas consecutivas hasta su renuncia al año siguiente debido a su embarazo, fruto de su relación con el extorero español Antonio Pavón.
Tras el nacimiento de su único hijo, retoma su faceta televisiva en el año 2013 firmando para la televisora local América Televisión y concursó en el programa de baile peruano El gran show ocupando el segundo lugar de la competencia. Tiempo después, fue participante de la otra producción del mismo canal Esto es guerra en el año 2014, la cual regresaría en 2017. En el año 2015, se incursiona en el emprendimiento, lanzando su línea de jeans para mujeres Toretto, la cual se opera en el Emporio Comercial de Gamarra.
A la par, se incluye a la conducción del magacín semanal Estás en todas, haciendo dupla con el presentador y productor peruano Jaime «Choca» Mandros, sumándose más tarde, la productora Cathy Sáenz al elenco. Rojas fue animadora del Primer Festival Musical Basta de Bullying en el año 2016. Participó en la actuación, incluyéndose a los  repartos de la película peruana Así nomás el año 2016, donde haría el papel de «La Colorada» y la telenovela Colorina como Wendolyn, una de las trabajadoras del recinto nocturno Salón Kitty en 2018. Además, Rojas se integra al largometraje El amor es asi, compartiendo roles con el fallecido actor Diego Bertie. Seguidamente, participó como copresentadora del programa + Espectáculos entre 2019 y 2020, volviendo a trabajar con Mandros y compartiendo segmentos junto a Silvia Cornejo y Valeria Piazza.
Tiempo después, Rojas fue separada de Estás en todas y del canal América debido a sus temas personales en el año 2020 tras seis años de actividad, siendo reemplazada por la modelo peruana Natalie Vértiz, quién permanece en la actualidad como conductora. La causa de su salida fue por un video comprometedor de su reencuentro con el futbolista peruano Luis Advíncula y fruto de su popularidad, DJ Peligro compuso la canción «Que me deje coja, sino next» en honor a ella, teniendo una gran aceptación en la plataforma YouTube.
Tras su retiro, Rojas inicia su radicación en la ciudad de Guadalajara, México a partir de 2020.[cita requerida] Seguidamente, fue protagonista del videoclip de la versión del tema musical «Vamos a darnos un tiempo», interpretado por el cantante salsero Renzo Padilla el año 2020. Fue parte de la conducción del programa especial El salsotón de Radiomar y ATV por fiestas de año nuevo en 2022, la cual compartió el rol junto a Tula Rodríguez y Paco Bazán.
Estuvo en negociaciones para conducir el certamen de Miss Perú que no se concretó. De la misma manera, fue vociferada para formar parte de la segunda temporada del programa concurso culinario El gran chef famosos en el año 2023, siendo  descartada su participación. En la actualidad, se encuentra alejada de la televisión peruana.[cita requerida]

## Créditos

### Televisión
| Año       | Título                        | Papel                                          | Emisión            | Ref.             |
| --------- | ----------------------------- | ---------------------------------------------- | ------------------ | ---------------- |
| 2011-2012 | Combate                       | Competidora                                    | ATV                | [ 2 ]            |
| 2013      | El gran show                  | Participante (segundo puesto)                  | América Televisión | [ 24 ]           |
| 2013      | Minuto para ganar VIP         | Participante invitada                          | América Televisión | [cita requerida] |
| 2014      | Gisela, el gran show          | Participante de la secuencia «Mi hombre puede» | América Televisión | [cita requerida] |
| 2014-2017 | Esto es guerra                | Competidora                                    | América Televisión | [ 6 ]            |
| 2014-2020 | Estás en todas                | Presentadora                                   | América Televisión | [ 9 ]            |
| 2014-2019 | Espectáculos en América       | Copresentadora                                 | América Televisión | [cita requerida] |
| 2016      | Preventa 2017                 | Presentadora                                   | América Televisión | [cita requerida] |
| 2017      | En boca de todos              | Invitada especial                              | América Televisión | [cita requerida] |
| 2018      | Colorina                      | Wendolyn                                       | América Televisión | [ 11 ]           |
| 2018      | Ojitos hechiceros             | Ella misma                                     | América Televisión | [cita requerida] |
| 2018-2019 | + Espectáculos                | Copresentadora                                 | América Televisión | [cita requerida] |
| 2022      | El salsotón de Radiomar y ATV | Presentadora                                   | ATV                | [ 25 ]           |
| 2023      | América hoy                   | Invitada recurrente                            | América Televisión | [cita requerida] |

### Cine
| Año  | Título         | Papel         | Notas         |
| ---- | -------------- | ------------- | ------------- |
| 2016 | Asi nomás      | «La Colorada» | [ 26 ] [ 10 ] |
| 2017 | Somos Néctar   |               | [ 27 ]        |
| 2018 | El amor es así | Señorita      | [ 12 ]        |

### Videoclips musicales
| Año  | Título                     | Papel                                                   | Ref.   |
| ---- | -------------------------- | ------------------------------------------------------- | ------ |
| 2014 | «Chica loca»               | Modelo (interpretado por Rafael Cardozo)                | [ 28 ] |
| 2020 | «Vamos a darnos un tiempo» | Participación especial (interpretado por Renzo Padilla) | [ 18 ] |

### Radio
| Año  | Título           | Papel             | Emisión   | Ref.   |
| ---- | ---------------- | ----------------- | --------- | ------ |
| 2011 | Caídos del catre | Invitada especial | Studio 92 | [ 29 ] |